# Pokémon HOME
《Pokémon HOME》是ILCA开发、宝可梦公司发行的游戏工具，对应Android、iOS和任天堂Switch平台，於2020年2月12日發行。主要用途为不同寶可夢系列游戏提供雲端儲存，从而实现跨作品传送宝可梦。
本作可以接收來自任天堂3DS軟體《寶可夢虛擬銀行》的寶可夢。2020年11月11日，開放與《Pokémon GO》的連接。

## 系統
寶可夢在傳送時受到對應軟體的限制，在將寶可夢從《Pokémon HOME》中傳送至遊戲時，僅能選擇存在於該遊戲資料中的寶可夢。
《寶可夢虛擬銀行》與《Pokémon GO》的寶可夢能夠傳入《Pokémon HOME》，但無法重新傳回軟體內。
寄放寶可夢時可以積累「Pokémon HOME點數」，可於部分遊戲中兌換該作的點數。

## 對應寶可夢系列軟體
| 遊戲軟體                                    | 寄放至HOME | 從HOME領取 |
| ------------------------------------------- | ---------- | ---------- |
| 寶可夢虛擬銀行                              | 是         | 否         |
| Pokémon Go                                  | 是         | 否         |
| 精靈寶可夢 Let's Go！皮卡丘／Let's Go！伊布 | 是         | 某些       |
| 寶可夢 劍／盾                               | 是         | 是         |
| 寶可夢 晶燦鑽石／明亮珍珠                   | 是         | 是         |
| 寶可夢傳說 阿爾宙斯                         | 是         | 是         |
| 寶可夢 朱／紫                               | 是         | 是         |

寶可夢公司表示，將繼續努力使更多主系列遊戲、旁支系列遊戲都能夠與 Pokémon HOME 連結。

## 註解
1. 1 2  需加入付費的進階方案。
2. ↑  可領取的僅限該軟體中登場的寶可夢。
3. ↑  部分特別的寶可夢無法寄放。
4. ↑  僅包含來自《精靈寶可夢 Let's Go！皮卡丘／Let's Go！伊布》，且從未寄放到其他軟體的寶可夢。